# Byeor-eseo on geudae
Byeor-eseo on geudae (별에서 온 그대?; lett. "Tu che vieni dalle stelle"; titolo internazionale My Love from the Star) è una serie televisiva sudcoreana trasmessa su SBS dal 18 dicembre 2013 al 27 febbraio 2014. Scritta da Park Ji-eun, è una storia fantasy romantica su un alieno atterrato sulla Terra durante la dinastia Joseon che, 400 anni dopo, si innamora di una grande attrice dell'era moderna. La compagnia di produzione ha aggiunto alla sequenza originale di 20 episodi un episodio in più, a causa della forte richiesta degli spettatori.
La serie è stata un grande successo in Corea del Sud e ha goduto di grande popolarità in tutta l'Asia. Jun ha vinto il Daesang ("Gran Premio"), il più alto riconoscimento per la televisione, ai Baeksang Arts Awards e agli SBS Drama Awards, e lo stesso Kim ai Korea Drama Awards.

## Trama
Min-joon è un alieno atterrato sulla Terra nel 1609, durante la dinastia Joseon. Mentre cerca di aiutare una ragazza, Yi-hwa, che stava per cadere da una scogliera ed a scappare da chi voleva ucciderla, perde l'occasione di tornare sul suo pianeta ed è costretto a restare sulla Terra per quattro secoli. Possiede un aspetto quasi perfetto, abilità fisiche potenziate che comprendono la vista, l'udito e la velocità, e una visione cinica sugli esseri umani. Con il trascorrere del tempo, Min-joon è obbligato a cambiare identità ogni dieci anni poiché non invecchia.
Nel 2013 lavora come professore universitario e scopre che, grazie a una cometa che arriverà entro tre mesi, potrà tornare a casa. Intanto incontra la famosa attrice Cheon Song-yi, che diventa la sua nuova vicina di casa e una sua studentessa. Si ritrova spesso a far parte delle situazioni pazze ed imprevedibili di Song-yi. Inoltre, assomiglia alla ragazza che Min-joon salvò quattrocento anni prima e di cui si innamorò. Egli decide di starle lontano,
Tuttavia Song-yi è minacciata dal pluriomicida Lee Jae-kyung, fratello maggiore di Lee Hee-kyung, amico delle scuole medie innamorato di lei, perché è in possesso inconsapevolmente di una prova che potrebbe incastrarlo. Yoo Se-mi, migliore amica di Song-yi, ha una cotta per Hee-kyung dalle scuole medie, ma il suo amore è unilaterale e in seguito ci rinuncia per concentrarsi solo sulla sua carriera di attrice. Min-joon si ritrova a salvare Song-yi varie volte e i due vicini si innamorano l'uno dell'altra. Jae-kyung si rivela più pericoloso di quanto Min-joon avesse sospettato; l'alieno inizia anche a perdere i suoi superpoteri perché il suo tempo sulla Terra è ormai scaduto, facendo preoccupare il suo unico amico e confidente, l'avvocato Jang.

## Personaggi

### Personaggi principali
- Cheon Song-yi, interpretata da Jun Ji-hyun[5] e Kim Hyeon-soo (da giovane)
Una grande star Hallyu, molto schietta e crede di essere il tipo di ogni uomo, finché non incontra il suo vicino di casa Do Min-joon. Presto sviluppa dei sentimenti per lui e cerca di farlo innamorare di lei.
- Do Min-joon, interpretato da Kim Soo-hyun[6]
Un essere molto freddo e distante, amava una ragazza vissuta durante il periodo Joseon, la quale lo aveva apprezzato per chi era realmente, un alieno. Dopo che la ragazza morì per salvarlo, lui iniziò ad aspettare il giorno del suo ritorno a casa. Vivendo una vita solitaria ed isolata per secoli, un giorno incontra Cheon Song-yi, una ragazza che assomiglia esattamente a quella di cui era innamorato 400 anni fa.
- Lee Hwi-kyung, interpretato da Park Hae-jin[7] e Jo Seung-hyun (da giovane)
Figlio minore di un chaebol, è amico di Song-yi dalle scuole superiori e da allora innamorato di lei, che però non l'ha mai preso in considerazione. Crede che un giorno lo amerà, ma decide di arrendersi per un po', aiutandola e supportandola come un vero amico.
- Yoo Se-mi, interpretata da Yoo In-na
Amica di Song-yi, è un'attrice ed è innamorata di Hwi-kyung. Sotto il suo aspetto dolce, in realtà è invidiosa di Song-yi ed ha una cotta per Hee-kyung da molto tempo. Più tardi diventerà famosa dopo la "caduta" della carriera di Song-yi.

### Personaggi secondari
- Lee Jae-kyung, interpretato da Shin Sung-rok[8]
Fratello maggiore di Hee-kyung, il potenziale capo della S%C Group. Il principale antagonista della serie, è disposto a tutto purché Song-yi non riveli il segreto che sa su di lui.
- Cheon Yoon-jae, interpretato da Ahn Jae-hyun e Jeon Jin-seo (da giovane)
Fratello minore di Song-yi, che all'inizio disapprova la sua relazione con il vicino ma inizia a piacergli Min-joo grazie al loro interesse per l'astronomia. è appassionato di stelle.
- Jang Young-mok, interpretato da Kim Chang-wan
L'avvocato di Min-joon. Quando era giovane, fu salvato da Min-joo da un tentato suicidio e scoprì la sua vera identità. Da allora è stato un amico fedele. Unico a conoscenza del suo segreto.
- Yoo Seok, interpretato da Oh Sang-jin
Fratello maggiore di Se-mi. Un giovane ed entusiasta procuratore che investiga sulla morte di Han Yoo-ra. Scopre l'identità di Do Min-joon. Lavora come procuratore.
- Park Byung-hee, interpretato da Kim Hee-won
Un detective, che lavora insieme a Yoo Seok sul casa di Han Yoo-ra.
- Yang Mi-yeon, interpretata da Na Young-hee
La madre di Song-yi.
- Han Sun-young, interpretata da Lee Il-hwa
La madre di Se-mi.
- Bok-ja, interpretato da Hong Jin-kyung
Proprietaria di un negozio di fumetti e vecchia amica di Song-yi.
- Presidente Ahn, interpretato da Jo Hee-bong
Presidente dell'agenzia di Song-yi.
- Yoon Beom, interpretato da Kim Kang-hyun
Il manager di Song-yi.
- Min-ah, interpretata da Kim Bo-mi
La stilista di Song-yi.
- Cheon Min-goo, interpretato da Uhm Hyo-seop
Il padre di Song-yi.
- Lee Beom-joong, interpretato da Lee Jung-gil
Il padre di Hee-kyung e di Jae-kyung, presidente del S&C Group.
- Hong Eun-ah, interpretata da Sung Byung-sook
La madre di Hee-kyung e Jae-kyung.
- Lee Shin, interpretato da Lee Yi-kyung Segretario di Jae-kyung.
- Chul-soo, interpretato da Jo Se-ho
Cliente del negozio di fumetti/vicino di casa disoccupato 1.
- Hyuk, interpretato da Nam Chang-hee
Cliente del negozio di fumetti/vicino di casa disoccupato 2.
- Yi-hwa / Cheon Song-yi da giovane, interpretata da Kim Hyun-soo
- Lee Hee-kyung da giovane, interpretato da Jo Seung-hyun
- Yoo Se-mi da giovane, interpretata da Kim Hye-won
- Cheon Yoon-jae da giovane, interpretato da Kim Hye-won

### Apparizioni speciali
- Han Yoo-ra, interpretata da Yoo In-young
Attrice rivale di Cheon Song-yi. (ep 2-4 & 12-13)
- Mr. Yoo, interpretato da Yoon Jun-sang (ep 2-3)
- Attrice 1, interpretata da Serri (ep 3)
- Attrice 2, interpretata da Subin (ep 3)
- Padre di Yi-hwa, interpretato da Jeon In-taek (ep 4)
- Madre di Yi-hwa, interpretata da Lee Geum-joo (ep 4)
- Regista, interpretato da Jang Hang-jun (ep 4)
- Reporter al matrimonio di Noh Seo-young, interpretato da Kim Saeng-min (ep 4)
- Noh Seo-young, interpretata da Park Jung-ah (ep 4)
- Hwang Jin-yi, interpretato da Son Eun-seo (ep 4)
- Lee Hyung-woo, interpretato da Kim Su-ro (ep 5)
- Yoon Sung-don (ep 6) / discendente di Yoon Sung-dong (ep 12), interpretati da Jung Eun-pyo
- Heo Jun, interpretato da Park Yeong-gyu (ep 11)
- Go Hye-mi, interpretata da Bae Suzy (ep 17)
- Lee Han-kyung, interpretato da Yeon Woo-jin (ep 18)
- Heo Gyun, interpretato da Ryu Seung-ryong (ep 19)
- Top celebrity, interpretata da Sandara Park (ep 21)
- Accompagnatore di Se-mi sul red carpet, interpretato da Kim Won-jun (ep 21)

## Produzione
Si tratta della seconda collaborazione tra Kim Soo-hyun e Jun Ji-hyun dopo il caper movie del 2012 The Thieves. Segna anche il ritorno sul piccolo schermo di Jun dopo 14 anni di assenza.
Siccome il protagonista possiede dei superpoteri, come teletrasportarsi e fermare il tempo, è stato necessario utilizzare degli effetti speciali. Il personale si è servito di 60 piccole telecamere speciali per creare l'effetto bullet time. Le telecamere GoPro furono installate su 180 gradi e i personaggi "fermati" vennero ripresi da varie angolazioni. La scena finale è stata poi migliorata digitalmente: si tratta della prima volta che delle cineprese ad alta definizione vengono usate per produrre una serie televisiva in Corea del Sud.
La serie sarebbe dovuta durare 20 episodi, ma la produzione ne aggiunse uno a causa della forte domanda degli spettatori.
Tra le location risultano due edifici lussuosi di nuova costruzione, la Dongdaemun Design Plaza (DDP) e la Boutique Monaco. La Korea Tourism Organization ha successivamente organizzato alla DDP Art Hall, dal 10 giugno al 15 agosto 2014, un'esposizione mostrante il set di una delle case, con le sale espositive intitolate "Inizio", "Fato", "Tremolio" e "Brama" in linea con la storia della serie.

## Colonna sonora
"My Destiny", la canzone principale del drama interpretata da Lyn, è diventata molto popolare in Corea del Sud ed è arrivata al numero 2 del Gaon Music Chart. Una versione in lingua singalese intitolata "Ananthayen Aa Tharu Kumara" interpretata da Radeesh Vanderbona e Indeewari Hettiarachchi è stata rilasciata per la messa in onda dello Sri Lanka del drama il 2 ottobre 2015.

Disco 1
1. My Destiny – Lyn
2. Like a Star (별처럼) – K.Will
3. My Love from the Star (별에서 온 그대) – Younha
4. Hello / Goodbye (안녕) – Hyolyn
5. I Love You – JUST
6. Tears Like Today (오늘 같은 눈물이) – Huh Gak
7. Every Moment of Yours (너의 모든 순간) – Sung Si-kyung
8. In Front of Your House (너의 집 앞) – Kim Soo-hyun
9. Every Moment of Yours (Versione piano) (너의 모든 순간 ) – Sung Si-kyung

Disco 2
1. Man From Star (Sigla di apertura)
2. Back to the Present
3. Cliff Tension
4. Star Bach Comic
5. Dark Fantasy
6. Past Love
7. Star Comic Pizzicato
8. Dream Scenery I
9. Dream Scenery II
10. Mocha Comic Tension
11. Tears In Minute
12. Missing You
13. Beethoven Revolution
14. Killing Tension I
15. Killing Tension II
16. Welcome to Earth
17. Stars Comic Tension
18. Waltz With Star
19. Stars Love Mambo
20. Space Love
21. Run Away (Sigla finale)

Speciale
1. Promise (약속) – Kim Soo-hyun

## Accoglienza
Byeor-eseo on geudae influenzò la moda coreana, con gli abiti, gli accessori e il trucco portati da Jun Ji-hyun che sperimentarono un'impennata "senza precedenti" delle vendite. Si piazzò al primo posto come "programma coreano preferito" in un sondaggio condotto da Gallup Korea nel febbraio 2014, con l'11,5% dei voti. The Miraculous Journey of Edward Tulane di Kate DiCamillo, un romanzo per bambini rimasto nell'ombra per cinque anni, divenne un bestseller nelle principali librerie coreane poiché il protagonista maschile ne trae spesso citazioni nel corso della storia.
Oltre gli alti livelli di ascolto in Corea del Sud, la serie ebbe successo anche in Cina, dove divenne il drama coreano venduto al prezzo più alto durante il mese di febbraio 2014, costando 35.000 dollari americani ad episodio finché non fu superata da Tae-yang-ui hu-ye nel 2016. Fu anche una delle serie più viste sulla piattaforma cinese online iQiyi, venendo visualizzata più di 14,5 miliardi di volte dal dicembre 2013 al febbraio 2014. Byeor-eseo on geudae generò una mania per il chimaek (chicken e maekju), un popolare snack a base di pollo e birra amato dalla protagonista femminile. Nonostante il calo di consumo di carne di pollo in Cina per paura dell'influenza aviaria H7N9, i ristoranti di pollo fritto nelle città videro un aumento degli ordini per questa pietanza durante la trasmissione del drama. Intanto, il produttore coreano di noodles istantanei Nongshim rese noto che le proprie vendite di gennaio e febbraio del 2014 (durante la messa in onda del drama) avevano raggiunto in Cina un record mai verificatosi nei suoi 15 anni di attività: anche questo fu attribuito ad una scena del drama in cui i protagonisti mangiano i noodles durante una gita.
Anche i professionisti televisivi cinesi hanno in qualche modo pesato sulla buona accoglienza di Byeor-eseo on geudae nel proprio paese. In un op-ed pubblicato su China Daily, lo scrittore Xiao Lixin attribuì il suo successo alle "grandi innovazioni nelle produzioni televisive sudcoreane in termini di tematiche e schema narrativo", lodando l'intreccio "logico e veloce" intervallato da "battute romantiche e stravaganti", e alla "fotografia veloce e agli effetti speciali" che aiutarono a creare un "impatto visivo realistico". Yu Zheng, un altro scrittore, trovò la serie degna di essere studiata, e scrisse che la trama era "semplice ma tesa, una buona combinazione di esterni ed interni". Il regista di varietà Pang Bo osservò che i creatori del drama avevano prestato attenzione ai dettagli anche nelle scene più corte. Anche celebrità cinesi come Zhao Wei e Gao Yuanyuan lo hanno seguito e postarono attivamente materiale sulla serie su Sina Weibo, incentivandone la popolarità. The Washington Post riportò nel marzo 2014 che il drama era argomento di discussione al Congresso nazionale del popolo; in particolare risultava all'ordine del giorno in un comitato della Conferenza politica consultiva del popolo cinese (CPPCC), che discusse le motivazioni per cui la Cina non riuscisse a produrre una propria serie dal successo simile.
Byeor-eseo on geudae fu trasmesso nella Cina settentrionale su Anhui TV dal 29 dicembre 2015 per 30 episodi di durata più breve e cambiando il finale: a causa, infatti, della censura nei confronti di alieni e materiale soprannaturale, l'intera storia venne trasformata in un romanzo scritto da Do Min-joon per Cheon Song-yi.

## Ascolti
| Episodio | Data di trasmissione | Dati TnMS           | Dati TnMS                  | Dati AGB            | Dati AGB                   |
| Episodio | Data di trasmissione | A livello nazionale | Area metropolitana di Seul | A livello nazionale | Area metropolitana di Seul |
| -------- | -------------------- | ------------------- | -------------------------- | ------------------- | -------------------------- |
| 1        | 18 dicembre 2013     | 15,5%               | 19,1%                      | 15,6%               | 17,0%                      |
| 2        | 19 dicembre 2013     | 15,9%               | 18,5%                      | 18,3%               | 20,5%                      |
| 3        | 25 dicembre 2013     | 17,2%               | 20,4%                      | 19,4%               | 21,0%                      |
| 4        | 26 dicembre 2013     | 18,4%               | 20,8%                      | 20,1%               | 22,1%                      |
| 5        | 1º gennaio 2014      | 21,0%               | 24,8%                      | 22,3%               | 25,3%                      |
| 6        | 2 gennaio 2014       | 22,8%               | 28,2%                      | 24,6%               | 27,8%                      |
| 7        | 8 gennaio 2014       | 22,1%               | 27,0%                      | 24,1%               | 26,6%                      |
| 8        | 9 gennaio 2014       | 22,9%               | 29,1%                      | 24,4%               | 27,4%                      |
| 9        | 15 gennaio 2014      | 21,8%               | 26,2%                      | 23,1%               | 25,4%                      |
| 10       | 16 gennaio 2014      | 22,7%               | 28,3%                      | 24,4%               | 27,1%                      |
| 11       | 22 gennaio 2014      | 23,3%               | 28,1%                      | 24,5%               | 26,8%                      |
| 12       | 23 gennaio 2014      | 24,6%               | 29,0%                      | 26,4%               | 28,2%                      |
| 13       | 29 gennaio 2014      | 24,3%               | 27,5%                      | 24,8%               | 26,1%                      |
| 14       | 5 febbraio 2014      | 25,1%               | 30,7%                      | 25,7%               | 27,8%                      |
| 15       | 6 febbraio 2014      | 24,5%               | 28,7%                      | 25,9%               | 27,7%                      |
| 16       | 12 febbraio 2014     | 23,3%               | 28,0%                      | 25,7%               | 28,1%                      |
| 17       | 13 febbraio 2014     | 25,6%               | 29,8%                      | 27,0%               | 29,5%                      |
| 18       | 19 febbraio 2014     | 25,9%               | 30,8%                      | 27,4%               | 29,9%                      |
| 19       | 20 febbraio 2014     | 26,0%               | 29,9%                      | 26,7%               | 29,1%                      |
| 20       | 26 febbraio 2014     | 24,5%               | 29,3%                      | 26,0%               | 28,0%                      |
| 21       | 27 febbraio 2014     | 28,1%               | 33,2%                      | 28,1%               | 29,6%                      |
| Media    | Media                | 22,64%              | 27,02%                     | 24,02%              | 26,24%                     |
| Speciale | 7 febbraio 2014      | 8,2%                | 9,4%                       | 10,0%               | 11,5%                      |

## Riconoscimenti
| Anno | Premio                                       | Categoria                                                    | Candidato                           | Risultato       |
| ---- | -------------------------------------------- | ------------------------------------------------------------ | ----------------------------------- | --------------- |
| 2014 | Baeksang Arts Awards                         | Gran premio (Daesang) per la televisione                     | Jun Ji-hyun                         | Vincitore/trice |
| 2014 | Baeksang Arts Awards                         | Miglior drama                                                |                                     | Candidato/a     |
| 2014 | Baeksang Arts Awards                         | Miglior regista (TV)                                         | Jang Tae-yoo                        | Candidato/a     |
| 2014 | Baeksang Arts Awards                         | Miglior attore (TV)                                          | Kim Soo-hyun                        | Candidato/a     |
| 2014 | Baeksang Arts Awards                         | Miglior attrice (TV)                                         | Jun Ji-hyun                         | Candidato/a     |
| 2014 | Baeksang Arts Awards                         | Miglior sceneggiatura (TV)                                   | Park Ji-eun                         | Candidato/a     |
| 2014 | Baeksang Arts Awards                         | Attore più popolare (TV)                                     | Kim Soo-hyun                        | Vincitore/trice |
| 2014 | Baeksang Arts Awards                         | Attore più popolare (TV)                                     | Park Hae-jin                        | Candidato/a     |
| 2014 | Baeksang Arts Awards                         | Attrice più popolare (TV)                                    | Jun Ji-hyun                         | Candidato/a     |
| 2014 | Baeksang Arts Awards                         | Miglior colonna sonora                                       | My Destiny - Lyn                    | Vincitore/trice |
| 2014 | Shanghai Television Festival Magnolia Awards | Premio argento, miglior serie TV straniera                   |                                     | Vincitore/trice |
| 2014 | Korea Broadcasting Awards                    | Miglior attore/attrice                                       | Jun Ji-hyun                         | Vincitore/trice |
| 2014 | Seoul International Drama Awards             | Drama coreano eccellente                                     |                                     | Vincitore/trice |
| 2014 | Seoul International Drama Awards             | Miglior attore coreano                                       | Kim Soo-hyun                        | Vincitore/trice |
| 2014 | Seoul International Drama Awards             | Miglior attrice coreana                                      | Jun Ji-hyun                         | Candidato/a     |
| 2014 | Seoul International Drama Awards             | Attore scelto dal pubblico                                   | Kim Soo-hyun                        | Vincitore/trice |
| 2014 | Seoul International Drama Awards             | Attrice scelta dal pubblico                                  | Jun Ji-hyun                         | Candidato/a     |
| 2014 | Seoul International Drama Awards             | Miglior colonna sonora di un drama coreano                   | My Destiny - Lyn                    | Vincitore/trice |
| 2014 | Seoul International Drama Awards             | Miglior colonna sonora di un drama coreano                   | Every Moment of You - Sung Si-kyung | Candidato/a     |
| 2014 | Korea Drama Awards                           | Gran premio (Daesang)                                        | Kim Soo-hyun                        | Vincitore/trice |
| 2014 | Korea Drama Awards                           | Gran premio (Daesang)                                        | Jun Ji-hyun                         | Candidato/a     |
| 2014 | Korea Drama Awards                           | Miglior drama                                                | My Love from the Star               | Vincitore/trice |
| 2014 | Korea Drama Awards                           | Miglior direttore di produzione                              | Jang Tae-yoo                        | Candidato/a     |
| 2014 | Korea Drama Awards                           | Miglior sceneggiatura                                        | Park Ji-eun                         | Candidato/a     |
| 2014 | Korea Drama Awards                           | Premio all'eccellenza, attore                                | Park Hae-jin                        | Candidato/a     |
| 2014 | Korea Drama Awards                           | Miglior nuovo attore                                         | Ahn Jae-hyun                        | Vincitore/trice |
| 2014 | Korea Drama Awards                           | Miglior nuovo attore                                         | Lee Yi-kyung                        | Candidato/a     |
| 2014 | Korea Drama Awards                           | Miglior colonna sonora                                       | My Destiny - Lyn                    | Candidato/a     |
| 2014 | Korea Drama Awards                           | Miglior colonna sonora                                       | Hello / Goodbye - Hyolyn            | Candidato/a     |
| 2014 | Korea Drama Awards                           | Premio stella della Hallyu                                   | Kim Soo-hyun                        | Vincitore/trice |
| 2014 | Korea Drama Awards                           | Premio stella                                                | Shin Sung-rok                       | Vincitore/trice |
| 2014 | Tokyo International Drama Festival           | Premio speciale per un drama straniero                       |                                     | Vincitore/trice |
| 2014 | Tokyo International Drama Festival           | Miglior attore in Asia                                       | Kim Soo-hyun                        | Vincitore/trice |
| 2014 | MelOn Music Awards                           | Miglior colonna sonora                                       | My Destiny - Lyn                    | Vincitore/trice |
| 2014 | APAN Star Awards                             | Premio alla massima eccellenza, attore in una miniserie      | Kim Soo-hyun                        | Vincitore/trice |
| 2014 | APAN Star Awards                             | Premio alla massima eccellenza, attrice in una miniserie     | Jun Ji-hyun                         | Candidato/a     |
| 2014 | APAN Star Awards                             | Premio all'eccellenza, attore in una miniserie               | Park Hae-jin                        | Candidato/a     |
| 2014 | APAN Star Awards                             | Miglior attore secondario                                    | Kim Chang-wan                       | Candidato/a     |
| 2014 | APAN Star Awards                             | Miglior attore secondario                                    | Shin Sung-rok                       | Candidato/a     |
| 2014 | APAN Star Awards                             | Miglior nuovo attore                                         | Ahn Jae-hyun                        | Candidato/a     |
| 2014 | APAN Star Awards                             | Miglior direttore di produzione                              | Jang Tae-yoo                        | Vincitore/trice |
| 2014 | APAN Star Awards                             | Premio stella della Hallyu                                   | Jun Ji-hyun                         | Vincitore/trice |
| 2014 | APAN Star Awards                             | Premio stella della Hallyu                                   | Kim Soo-hyun                        | Vincitore/trice |
| 2014 | Korea Culture and Entertainment Awards       | Premio all'eccellenza, attore in un drama                    | Shin Sung-rok                       | Vincitore/trice |
| 2014 | Mnet Asian Music Awards                      | Miglior colonna sonora                                       | My Destiny - Lyn                    | Vincitore/trice |
| 2014 | Mnet Asian Music Awards                      | Miglior colonna sonora                                       | Every Moment of You - Sung Si-kyung | Candidato/a     |
| 2014 | Grimae Awards                                | Gran premio (Daesang)                                        | Lee Gil-bok, Jung Min-gyun          | Vincitore/trice |
| 2014 | Grimae Awards                                | Miglior direttore di produzione                              | Jang Tae-yoo, Oh Choong-hwan        | Vincitore/trice |
| 2014 | SBS Drama Awards                             | Gran premio (Daesang)                                        | Jun Ji-hyun                         | Vincitore/trice |
| 2014 | SBS Drama Awards                             | Gran premio (Daesang)                                        | Kim Soo-hyun                        | Candidato/a     |
| 2014 | SBS Drama Awards                             | Premio alla massima eccellenza, attore in un drama speciale  | Kim Soo-hyun                        | Vincitore/trice |
| 2014 | SBS Drama Awards                             | Premio alla massima eccellenza, attrice in un drama speciale | Jun Ji-hyun                         | Candidato/a     |
| 2014 | SBS Drama Awards                             | Premio all'eccellenza, attore in un drama speciale           | Shin Sung-rok                       | Vincitore/trice |
| 2014 | SBS Drama Awards                             | Premio speciale, attore in un drama speciale                 | Kim Chang-wan                       | Vincitore/trice |
| 2014 | SBS Drama Awards                             | Premio speciale, attrice in un drama speciale                | Na Young-hee                        | Candidato/a     |
| 2014 | SBS Drama Awards                             | Premio dei produttori                                        | Jun Ji-hyun                         | Vincitore/trice |
| 2014 | SBS Drama Awards                             | Premio nuova stella                                          | Ahn Jae-hyun                        | Vincitore/trice |
| 2014 | SBS Drama Awards                             | Migliori dieci stelle                                        | Jun Ji-hyun                         | Vincitore/trice |
| 2014 | SBS Drama Awards                             | Migliori dieci stelle                                        | Kim Soo-hyun                        | Vincitore/trice |
| 2014 | SBS Drama Awards                             | Premio popolarità tra gli internauti in Cina                 | Jun Ji-hyun                         | Candidato/a     |
| 2014 | SBS Drama Awards                             | Premio popolarità tra gli internauti in Cina                 | Kim Soo-hyun                        | Vincitore/trice |
| 2014 | SBS Drama Awards                             | Premio popolarità tra gli internauti                         | Jun Ji-hyun                         | Candidato/a     |
| 2014 | SBS Drama Awards                             | Premio popolarità tra gli internauti                         | Kim Soo-hyun                        | Vincitore/trice |
| 2014 | SBS Drama Awards                             | Miglior coppia                                               | Kim Soo-hyun e Jun Ji-hyun          | Vincitore/trice |
| 2015 | Golden Disk Awards                           | Miglior colonna sonora                                       | Tear Like Today - Huh Gake          | Vincitore/trice |
| 2015 | Huading Awards                               | Miglior attore globale                                       | Kim Soo-hyun                        | Vincitore/trice |
| 2015 | Seoul Music Award                            | Miglior colonna sonora                                       | My Destiny - Lyn                    | Vincitore/trice |
| 2015 | Korea Producers & Directors (PD) Awards      | Miglior drama                                                |                                     | Vincitore/trice |

## Presunti plagi
In un articolo pubblicato sul suo blog il 20 dicembre 2013, l'autrice Kang Kyung-ok sostenne che il concept della serie fosse un plagio del suo fumetto del 2008 Seol-hee, poiché il background, l'impostazione, i lavori e le relazioni tra i personaggi erano simili. Il portavoce della compagnia di produzione negò l'accusa, definendola "insensata" poiché il protagonista della storia di Kang era umano, non alieno, e che la sceneggiatrice Park Ji-eun "non aveva mai letto né sentito parlare" di Seol-hee. Un rappresentante della SBS informò che la rete avrebbe indagato sulla questione. Il 20 maggio 2014, Kang fece causa a Park Ji-eun e alla HB Entertainment, chiedendo 600 milioni di won di danni. La casa di produzione rispose che era preparata a "confrontarsi con forza" contro la causa presentando prove e testimoni, definendo l'accusa di plagio "sinonimo di una sentenza di morte" per i creatori che doveva essere "sradicata". Kang ritirò la querela il 3 luglio 2014 dopo un accordo extra-corte.
Il canale indonesiano RCTI trasmise nel 2014 una serie televisiva intitolata Kau yang berasal dari bintang: inizialmente si pensava fosse un remake autorizzato, ma fu poi scoperto che si trattava di un plagio di Byeor-eseo on geudae, avendo esattamente la stessa impostazione e la medesima storia dell'originale coreano. In un'intervista con TV Report, un rappresentante di SBS Contents Hub disse: "Il drama [indonesiano] è stato creato senza ottenere legalmente i diritti. Potreste vederlo come un plagio. [...] Mentre eravamo in procinto di discutere la cessione dei diritti a un'altra impresa indonesiana, è spuntato questo drama. Stiamo cercando di decidere quale linea d'azione intraprendere".

## Adattamenti
A causa della popolarità di Byeor-eseo on geudae nella Cina continentale, la serie è stata rimontata in un film da due ore dalla compagnia cinese Meng Jiang Wei e distribuita nei cinema nell'estate 2014.
Il 18 settembre 2014, è stato annunciato un adattamento statunitense del drama da parte della rete televisiva ABC.
Un remake thailandese della serie, dal titolo "Likit rak karm duang dao" (My Love From Another Star), è previsto per il 2019 su Channel 3; tra i protagonisti vi saranno Nadech Kugimiya e Peranee Kongthai.